# Струйный принтер

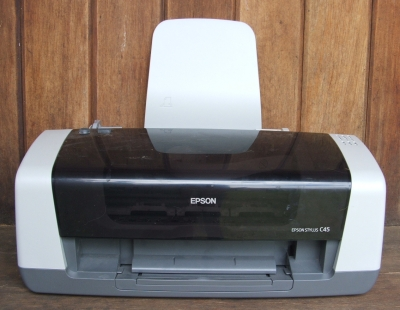
Струйный принтер Epson

Струйный принтер (Inkjet printer) — принтер, в котором изображение наносится на бумагу путём распыления жидких красителей — чернил. Хорошо передаёт полутона и цветные изображения, но имеет меньшую скорость печати, чем лазерный принтер, и меньшее разрешение.

## Принцип действия
Струйный принтер является безударной разновидностью точечно-матричного принтера. В струйном принтере изображение строится из отдельных точек, которые формируются за счёт попадания на бумагу капель жидкого красителя.

### Подача красителя
Печатающие головки струйных принтеров создаются с использованием следующих типов подачи красителя:
- Непрерывная подача (Continuous Ink Jet) — подача красителя во время печати происходит непрерывно, факт попадания красителя на запечатываемую поверхность определяется модулятором потока красителя. Утверждается, что патент на данный способ печати выдан Вильяму Томпсону (William Thomson) в 1867 году.

В технической реализации такой печатающей головки в сопло под давлением подаётся краситель, который на выходе из сопла разбивается на последовательность микрокапель (объёмом нескольких десятков пиколитров), которым дополнительно сообщается электрический заряд. Разбиение потока красителя на капли происходит расположенным на сопле пьезокристаллом, на котором формируется акустическая волна (частотой в десятки килогерц). Отклонение потока капель производится электростатической отклоняющей системой (дефлектором). Те капли красителя, которые не должны попасть на запечатываемую поверхность, собираются в сборник красителя и, как правило, возвращаются обратно в основной резервуар с красителем. Первый струйный принтер, изготовленный с использованием данного способа подачи красителя, выпустила Siemens в 1951 году.
- Подача по требованию (Drop-on-demand)[2] — подача красителя из сопла печатающей головки происходит только тогда, когда краситель действительно надо нанести на соответствующую соплу область запечатываемой поверхности. Именно этот способ подачи красителя и получил самое широкое распространение в современных струйных принтерах.

На данный момент существует две технические реализации данного способа подачи красителя:
- Пьезоэлектрическая (Piezoelectric Ink Jet) — над соплом расположен пьезокристалл с диафрагмой. Когда на пьезоэлемент подаётся электрический ток, он изгибается и тянет за собой диафрагму — формируется капля, которая впоследствии выталкивается на бумагу. Первый принтер выпустила Siemens в 1977 году. А широкое распространение технология получила в струйных принтерах компании Epson. Технология позволяет изменять размер капли за счёт более крупных сопел, что, с другой стороны, приводит к более низкому разрешению печати нежели у термоструйной печати.
- Термическая (Thermal Ink Jet), также называемая BubbleJet — Разработчик — компания Canon. Принцип был разработан в конце 1970-х годов. Сначала разработчики команды Итиро Эндо (Ichiro Endo), инженера Canon, хотели использовать более старую технологию струйной печати (пьезоструйную), но случайно заметив, как паяльник заставляет выстрелить чернила из нагреваемого шприца, придумали свою технологию термоструйной печати. В сопле расположен микроскопический нагревательный элемент, который при прохождении электрического тока мгновенно нагревается до температуры около 500 °C, при нагревании в чернилах образуются газовые пузырьки (англ. — bubbles — отсюда и название технологии), которые выталкивают капли жидкости из сопла на носитель. В 1981 году технология была представлена на выставке Canon Grand Fair. В 1985 году появилась первая коммерческая модель монохромного принтера — Canon BJ-80. В 1988 году появился первый цветной принтер — BJC-440 формата A2, разрешением 400 dpi.

## Основные плюсы
По сравнению с предыдущими игольчатыми принтерами, ориентированными на потребителей, струйные принтеры обладают рядом преимуществ. Они более тихи в работе, чем матрица многоточия удара или принтеры daisywheel. Они могут напечатать более точные, более ровные детали путём применения более высокого разрешения. Потребительские струйные принтеры с фотографическим качеством печати широко доступны.
По сравнению с такими технологиями, как термальный воск, сублимация красителей и лазерная печать, чернила имеют преимущество в виде готовности к применению практически без прогрева и зачастую более низкой стоимости на страницу. Однако недорогие лазерные принтеры могут иметь меньшие затраты на страницу, по крайней мере, для черно-белой печати и, возможно, для цветной печати.
Для некоторых принтеров Inkjet монохромные чернила доступны либо от производителя принтера, либо от сторонних поставщиков. Они позволяют струйному принтеру конкурировать с химическим фотопроцессом, традиционно используемым в черно-белой фотографии, и обеспечивают одинаковый диапазон градаций серого. При переключении между полноцветными и монохромными наборами чернил необходимо смыть старые чернила с печатающей головки чистящим картриджем. Обычно требуется специальное программное обеспечение или, по крайней мере, модифицированный драйвер устройства, чтобы иметь дело с различным цветовым отображением.
Некоторые типы промышленных струйных принтеров в настоящее время способны печатать на очень высоких скоростях, в широком формате, или для различных промышленных приложений, начиная от вывесок, текстиля, керамики и 3-D печати в биомедицинских приложений и проводящих схем.

## Недостатки
Долговечность ранних струйных принтеров была довольно низкой, хотя улучшенные составы чернил со временем улучшили этот параметр.
Очень узкие струйные сопла подвержены засорению. Чернила, осуществляющие их чистку — либо во время очистки, вызванной пользователем, либо во многих случаях, выполняемых автоматически принтером по обычному графику, — могут составлять значительную долю чернил, используемых в устройстве. Принтер должен быть все время подключен к сети для очистки по расписанию, иначе чернила в соплах могут засохнуть. Струйные насадки печатающей головки можно очищать с использованием специализированных растворителей или путем впитывания в теплую дистиллированную воду в течение коротких промежутков времени для водорастворимых чернил.
Другие недостатки:
- Сравнительно высокая цена отпечатка (для обычных настольных моделей);
- Плохая водостойкость отпечатка (за исключением тех случаев, когда используются пигментные чернила);
- Требование специальной бумаги для получения паспортных характеристик принтера, таких как разрешение и диапазон оптической плотности;
- Недостаточная светостойкость цветного отпечатка.

## Печать функциональных Материалов
Трехмерная печать строит прототип путем "печати" заметно толстых слоёв поперечных сечений материала поверх друг друга.
Патент США 6,319,530 описывает "Метод фотокопирования изображения на съедобную паутину для украшения замороженных хлебобулочных изделий". Другими словами, это изобретение позволяет струйную печать съедобной цветной фотографии на поверхность торта. Многие пекарни используют этот украшения, которые печатаются съедобными чернилами на специальных струйных принтерах. Съедобные фотографии могут быть сделаны с помощью обычных домашних струйных принтеров, например, струйных пузырьковых принтеров Canon, картриджей с пищевыми чернилами на рисовой бумаге или листах глазури.
Струйные принтеры и аналогичные технологии используются в производстве многих микроскопических изделий.
Струйные принтеры используются для формирования токопроводящих дорожек на схемах и цветных фильтров в ЖК и плазменных дисплеях.
Струйные принтеры, особенно модели Dimatix (в настоящее время часть Fujifilm), Xennia Technology и Pixdro, довольно часто используются во многих лабораториях по всему миру для разработки альтернативных методов осаждения, которые снижают потребление дорогостоящих, редких или проблемных материалов. Эти принтеры используются при печати из полимеров, высокомолекулярных соединений, квантовой точки, металлических наночастиц, углеродных нанотрубок и т. д. Применение таких методов печати включают органические тонкопленочные транзисторы, органические светоизлучающие диоды, органические солнечные батареи, датчики и др.
Струйная технология используется в развивающихся областях биопринтинга.